# Жан II (дофин Вьеннский)
Жан II де ла Тур дю Пен (фр. Jean II de la Tour du Pin) (ок. 1276 — 5 марта 1319) — дофин Вьеннский с 1306, сын Умберта I де Ла Тур дю Пэн и Анны Бургундской.

## Биография
Родился не ранее 1274 и не позднее 1277 года.
Продолжил укрепление границ Дофине с Савойей путём строительства новых укреплённых замков. Для создания новых поселений бесплатно раздавал землю крестьянам. Укрепил города Ла Бюисьер и Авалон.
С 1316 года стал сюзереном графства Женева, граф Гильом III Женевский принёс ему оммаж 16.06.1316.
Жан II умер 5 марта 1319 г. по пути из Авиньона, возвращаясь из папской резиденции.

## Жена и дети
Был помолвлен с Маргаритой Савойской, дочерью Амадея V Савойского, но свадьба не состоялась.
Жена: с 1296 Беатриса Венгерская, дочь короля Венгрии Карла Мартелла и Клеменции Габсбург. Дети:
- Гиг VIII (1309—1333) — дофин Вьеннский с 1319
- Умберт II (1312—1355) — дофин Вьеннский в 1333—1348.
- Катерина, упом. в 1319.